# 马克斯·普朗克数学研究所
马克斯·普朗克数学研究所（德語：Max-Planck-Institut für Mathematik）是一所位於德國波恩數學研究所，以德國物理學家马克斯·普朗克命名。這研究所是马克斯·普朗克协会的成員。這協會是多數位於德國的科學研究所的網絡。
研究所由弗里德里希·希策布魯赫於1980年創立，他任研究所所長直至1995年退休。現在研究所由4位所長組成理事會管理，包括格尔德·法尔廷斯、京特·哈德、尤里·马宁和唐貝尔纳德·察吉尔。